# Драгоценная сокровищница назидательных речений
«Драгоценная сокровищница назидательных речений» (тиб. ལེགས་པར་བཤད་པ་རིན་པོ་ཆེའི་བསྟན་བཅོས་བཞུགས་སོ།; санскр. Субхашитаратнанидхи) — афористическое сочинение дидактического характера, написанное в начале XIII века тибетским буддийским учёным Сакья-пандитой Кюнга Гьялценом из школы сакья. Одно из наиболее популярных сочинений в средневековых Тибете и Монголии.

## Структура сочинения
Драгоценная сокровищница назидательных речений, представляющая собой собрание 457 поэтически оформленных афоризмов, разделяется автором на девять глав, выделяемых по тематическому признаку:
- Размышления о людях мудрых (1—30)
- Размышления о людях благородных (31—58)
- Размышления о людях глупых, невежественных (59—101)
- Размышления смешанного характера (102—144)
- Размышления о дурном поведении (145—192)
- Размышления о естественном образе действий (193—256)
- Размышления о несоответствующем образе действий (257—303)
- Размышления о деяниях (304—398)
- Размышления о Дхарме (399—457)

В целом же афоризмы разделяются на три общие темы: о мудрых и благородных и о их поступках; о невежественных и их поступках; и о присущем человеческой природе в целом.

## Примеры изречений
| 8 | 226 | 291 |
| --- | --- | --- |
| К тем, кто мудростью обладает, Люди сами приходят без зова, Пусть далеко цветок ароматный, Пчёлы слетаются к нему тучами.        | Достоинства человека скверного, Знания [мужа] косноязычного, Милости господина дурного Редко другим на пользу бывают.                                 | И богатство, и мудрость, и сила Дружат с тем, кто благие заслуги имеет. А благих заслуг нет, то они тоже Твоей гибели станут причиной.               |
| 296 | 259 | 242 |
| Думая, что обманул другого, Лжец себя обманывает больше. Правда от солгавшего однажды, Породит в словах его сомнение.            | Бедняк, желающий одежд и яств хороших, Гордец, живущий на чужие подаяния, Любитель споров, что трактатам не обучен - Посмешищем те трое станут людям. | Знание, что находится лишь в книгах, Мантра тайная в устах непосвященных, Навыки того, кто растерял их В час когда нужны, разочаруют.                |
| 224 | 216 | 212 |
| Не способно радовать наличие Денег - у скупого человека, Друга - у завистливых душою, Знаний - у того, чей ум испорчен.          | Подневольность всякая - страдание; В общежитии всегда междоусобие; Несвобод причина - обязательства; В независимости истинное счастье.                | Редки те, кто из достоинств соткан, Как и те, кто вовсе без достоинств. Из носителей достоинств и изъянов, Умный вверится тому, в ком больше первых. |
| 441 | 439 | 420 |
| "Медитирующий может не учиться" - Говорит невежда скудоумный. Не учась, усердно медитировать - Верный путь животным воплотиться. | По причине недостатка понимания, Глупый знанию совсем не обучается. Но ведь именно отсутствие понятия, По идее, их должно толкать к познанию!         | Можно и не быть вполне усердным, Но смотри, не окажись в дурных уделах! Воин, что не смог побить противника, Ополчится разве на соратников?          |

## Переводы
- 1856 — подстрочный перевод на английский язык 234 строф Чомы де Кёрёши.[3]
- 1858 — перевод 134 строф на французский, выполненный Фуко.[4]
- 1926 — первый полный перевод на немецкий язык шотландца В. Л. Кэмпбэлла.[5]
- 1958 — перевод на китайский язык Ван Яо.
- 1973 — перевод на русский язык В. С. Дылыковой.[6]
- 2000 — перевод на английский язык Дж. Т. Дэйвенпорта[7]
- 2020 — стихотворный перевод на русский язык Д. В. Шаханова (Агинский дацан)[8]